# Dekanat witebski rejonowy II
Dekanat witebski rejonowy II – jeden z dwudziestu jeden dekanatów wchodzących w skład eparchii witebskiej i orszańskiej Egzarchatu Białoruskiego Patriarchatu Moskiewskiego.
Dziekanem jest jerej Tit Kakłaszwili.

## Parafie w dekanacie[1]
- Parafia św. Heleny w Kirowskiej
  - Cerkiew św. Heleny w Kirowskiej
- Parafia św. Sergiusza Radoneskiego w Kopciach
  - Cerkiew św. Sergiusza Radoneskiego w Kopciach
- Parafia św. Błażeja w Lipowcach
  - Cerkiew św. Błażeja w Lipowcach
- Parafia św. Jana Kormiańskiego w Małych Lotcach
  - Cerkiew św. Jana Kormiańskiego w Małych Lotcach
- Parafia św. Charałampa w Nówce
  - Cerkiew św. Charałampa w Nówce
- Parafia św. Mikołaja Witebskiego w Starym Siole
  - Cerkiew św. Mikołaja Witebskiego w Starym Siole
- Parafia Świętych Wiary, Nadziei, Miłości i ich matki Zofii w Wielkich Lotcach
  - Cerkiew Świętych Wiary, Nadziei, Miłości i ich matki Zofii w Wielkich Lotcach
- Parafia Falkowickiej Ikony Matki Bożej we Wronach
  - Cerkiew Falkowickiej Ikony Matki Bożej we Wronach
- Parafia św. Daniela w Zamostoczu
  - Cerkiew św. Daniela w Zamostoczu